# Eka Kurniawan
Eka Kurniawan, né le 28 novembre 1975 à Tasikmalaya (Java occidental), est un écrivain et journaliste indonésien.

## Biographie
Il étudie la philosophie à l'université Gadjah Mada de Yogyakarta.
Le réalisme magique présent dans ses romans et nouvelles souligne chez lui l'influence de Gabriel García Márquez, cependant que l'humour et le surréalisme des situations le rapprochent de Haruki Murakami.

## Œuvre
- Pramoedya Ananta Toer dan Sastra Realisme Sosialis, 1999 (Pramoedya Ananta Toer et le réalisme socialiste dans la littérature)
- Cantik itu Luka, 2002 Publié en français sous le titre Les Belles de Halimunda, traduit par Étienne Naveau, Paris, Sabine Wespieser éditeur, 2017 ; réédition, Paris, Gallimard, coll. « Folio », 2019  (ISBN 978-2-07-278736-2)
- Lelaki Harimau, 2004 Publié en français sous le titre L'Homme-tigre, traduit par Étienne Niveau, Paris, Sabine Wespieser éditeur, 2015 ; réédition, Paris, Gallimard, coll. « Folio » no 6354, 2017  (ISBN 978-2-07-077041-0)
- Gelak Sedih dan Cerita-cerita Lainnya (Rire triste et autres histoires), 2005
- Cinta tak ada Mati dan Cerita-cerita Lainnya (Pas de mort pour l'amour et autres histoires), 2005
- Seperti Dendam, Rindu Harus Dibayar Tuntas, 2014 Publié en français sous le titre Cash, traduit par Étienne Niveau, Paris, Sabine Wespieser éditeur, 2019